# Yuri Gromak
Yuri Gromak (Ucrania, Unión Soviética, 26 de marzo de 1948-14 de diciembre de 1998) fue un nadador soviético especializado en pruebas de estilo libre y estilo espalda, donde consiguió ser medallista de bronce olímpico en 1968 en los 4x200 metros estilo libre.

## Carrera deportiva
En los Juegos Olímpicos de México 1968 ganó la medalla de bronce en los relevos de 4x200 metros estilo libre, con un tiempo 4:00.7 segundos, tras Estados Unidos y Alemania Oriental (plata); sus compañeros de equipo fueron los nadadores: Vladimir Nemshilov, Vladimir Kosinsky y Leonid Ilyichov.